# مت مورای
مت مورای (انگلیسی: Matt Murray؛ زادهٔ ۲ مهٔ ۱۹۸۱) یک بازیکن فوتبال اهل بریتانیا است.